# Microregione di Santa Teresa
Santa Teresa è una microregione dello Stato dell'Espírito Santo in Brasile appartenente alla mesoregione di Central Espírito-Santense.
È caratterizzata da una massiccia presenza di discendenti di immigranti Italiani, che non è raro sentire parlare con la lingua degli antenati.

## Comuni
Comprende 6 comuni:
- Itaguaçu
- Itarana
- Santa Leopoldina
- Santa Maria de Jetibá
- Santa Teresa
- São Roque do Canaã